# Перовский, Пётр Николаевич
Пётр Николаевич Перовский (1818—1865) — русский государственный деятель, российский генеральный консул в Генуе, действительный статский советник.

## Биография
Родился в 1818 году, сын Н. И. Перовского, брат Льва Перовского.
В 1835 году окончил Царскосельский лицей и поступил на службу в Статистическое отделение Министерства внутренних дел. В 1838 году перешел в Первый департамент Министерства государственных имуществ на должность младшего помощника столоначальника. В 1841 году был переведён в Азиатский департамент МИДа.
Определенный в 1852 году начальником 1-го отделения Азиатского департамента. В конце 1850-х годов работал в Китае приставом Российской духовной миссии, вёл переговоры с китайским правительством по пограничным вопросам. В 1863 году Перовский был назначен генеральным консулом в Геную, где и умер 13 августа (25 августа по новому стилю) 1865 года. Являлся дядей революционерки Софьи Перовской.

## Награды
- Был награждён орденами Российской империи.